# Jean-François Thurin
Jean-François Thurin est un homme politique français né le 23 février 1752 à Briey (Meurthe-et-Moselle) et décédé le 4 janvier 1838 au même lieu.
Procureur impérial à Briey, il est député de la Moselle en 1815, pendant les Cent-Jours.

## Sources
- « Jean-François Thurin », dans Adolphe Robert et Gaston Cougny, Dictionnaire des parlementaires français, Edgar Bourloton, 1889-1891 [détail de l’édition]